# Madingou
Madingou – stolica i największe dystryktu o tej samej nazwie oraz stolica departamentu Bouenza. Jest położone w zachodniej części Konga.

## Demografia
Według danych na rok 2021, miasto zamieszkiwało 22 760 mieszkańców. Średnia wieku mieszkańców wynosi 18,3 lat (dane na 2015 rok).
W 2007 roku populacja miasta wynosiła 26 tys. mieszkańców, tym samym było to 7. najbardziej zaludnione miasto kraju.

## Warunki naturalne
Według danych z 2015 roku powierzchnia miasta wynosi 3108 km².

## Polityka
Burmistrzynią miasta jest Julienne Hortense Ganvouli. 